# Polskie filmy zgłoszone do rywalizacji o Oscara w kategorii filmu nieanglojęzycznego

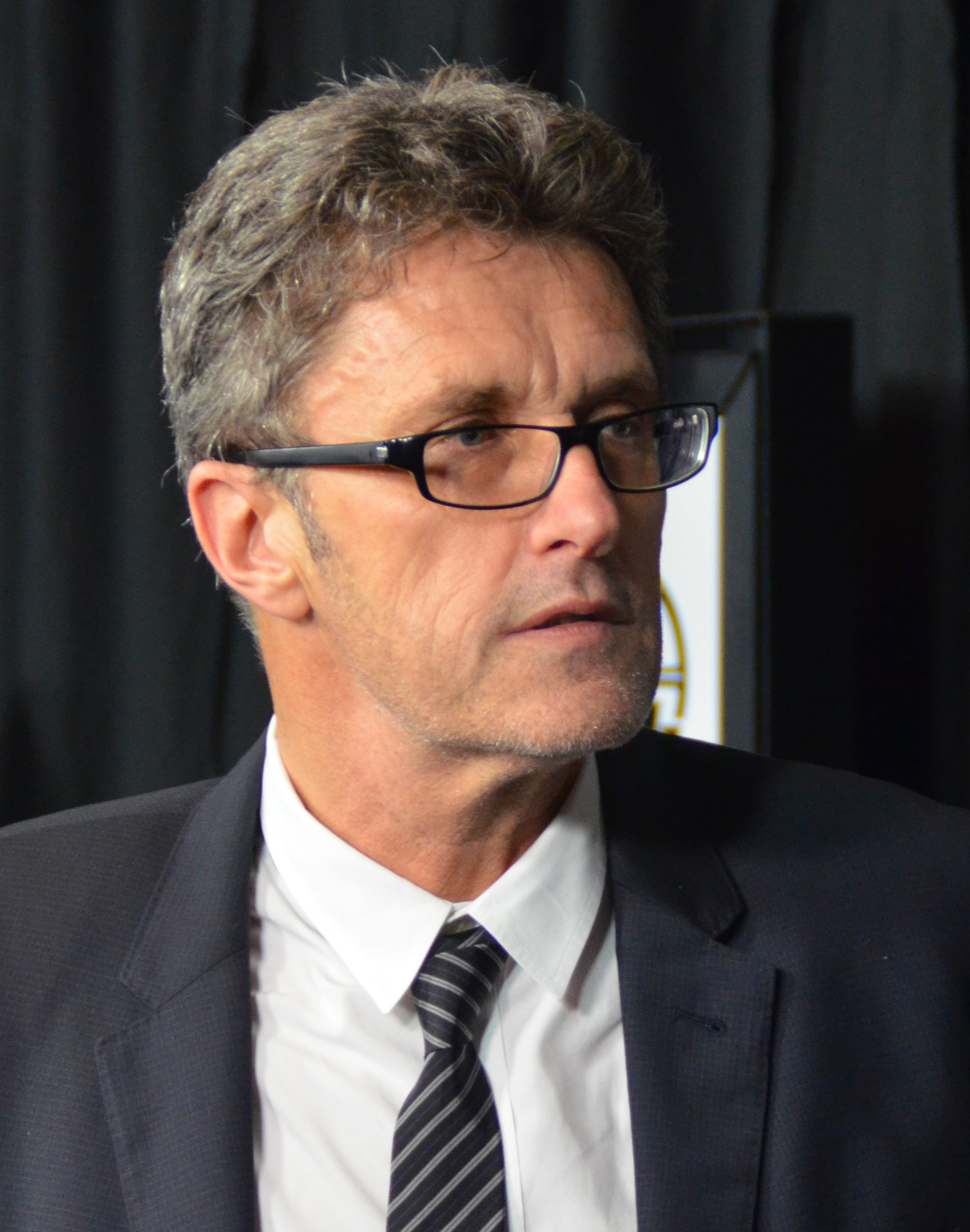
Paweł Pawlikowski, jedyny polski zdobywca Oscara dla najlepszego filmu nieanglojęzycznego

Polskie filmy zgłoszone do rywalizacji o Oscara w kategorii filmu nieanglojęzycznego – kategorię „film nieanglojęzyczny” wprowadzono po raz pierwszy do 29. edycji Nagród Akademii Filmowej, której ceremonia odbyła się w 1957 roku. Wcześniej, na przełomie lat 1948–1956, ośmiokrotnie nagrodzono filmy zagraniczne Oscarem honorowym lub specjalnym. Statuetka wręczana jest zawsze reżyserowi, aczkolwiek za oficjalnego zdobywcę nagrody uznaje się państwo, z którego pochodzi zwycięski film.
Dotychczas polskie produkcje znalazły się w gronie nominowanych trzynastokrotnie – pierwszy raz w 1964 roku (Nóż w wodzie Romana Polańskiego), ostatni – w 2023 roku (IO Jerzego Skolimowskiego). Film Ida z 2013 roku Pawła Pawlikowskiego jest pierwszym polskim filmem i jak dotąd jedynym, który zwyciężył w tej kategorii. Najczęściej zgłaszanym reżyserem jest Andrzej Wajda, którego aż 10 filmów reprezentowało Polskę w tej kategorii, w czterech przypadkach zdobywając nominację.

## Lista zgłoszonych filmów
| Rok (ceremonia) | Tytuł polski                                            | Tytuł anglojęzyczny                          | Reżyseria                             | Status         |
| --------------- | ------------------------------------------------------- | -------------------------------------------- | ------------------------------------- | -------------- |
| 1957 (30.)      | Kanał                                                   | Canal                                        | Andrzej Wajda                         | brak nominacji |
| 1959 (32.)      | Szatan z siódmej klasy                                  | The Devil from Seventh Grade                 | Maria Kaniewska                       | brak nominacji |
| 1960 (33.)      | Krzyżacy                                                | The Knights of the Cross                     | Aleksander Ford                       | brak nominacji |
| 1963 (36.)      | Nóż w wodzie                                            | Knife in the Water                           | Roman Polański                        | nominacja      |
| 1964 (37.)      | Pasażerka                                               | Passenger                                    | Andrzej Munk i Witold Lesiewicz       | brak nominacji |
| 1966 (39.)      | Faraon                                                  | Pharaoh                                      | Jerzy Kawalerowicz                    | nominacja      |
| 1968 (41.)      | Żywot Mateusza                                          | Matthew’s Days                               | Witold Leszczyński                    | brak nominacji |
| 1969 (42.)      | Wszystko na sprzedaż                                    | Everything For Sale                          | Andrzej Wajda                         | brak nominacji |
| 1970 (43.)      | Sól ziemi czarnej                                       | The Taste of Black Earth                     | Kazimierz Kutz                        | brak nominacji |
| 1971 (44.)      | Życie rodzinne                                          | Family Life                                  | Krzysztof Zanussi                     | brak nominacji |
| 1972 (45.)      | Perła w koronie                                         | Pearl in the Crown                           | Kazimierz Kutz                        | brak nominacji |
| 1973 (46.)      | Kopernik                                                | Copernicus                                   | Ewa Petelska i Czesław Petelski       | brak nominacji |
| 1974 (47.)      | Potop                                                   | The Deluge                                   | Jerzy Hoffman                         | nominacja      |
| 1975 (48.)      | Ziemia obiecana                                         | The Promised Land                            | Andrzej Wajda                         | nominacja      |
| 1976 (49.)      | Noce i dnie                                             | Nights and Days                              | Jerzy Antczak                         | nominacja      |
| 1977 (50.)      | Barwy ochronne                                          | Camouflage                                   | Krzysztof Zanussi                     | brak nominacji |
| 1978 (51.)      | Śmierć prezydenta                                       | Death of a President                         | Jerzy Kawalerowicz                    | brak nominacji |
| 1979 (52.)      | Panny z Wilka                                           | The Maids of Wilko                           | Andrzej Wajda                         | nominacja      |
| 1980 (53.)      | Olimpiada ’40                                           | Olympics 40                                  | Andrzej Kotkowski                     | brak nominacji |
| 1981 (54.)      | Człowiek z żelaza                                       | Man of Iron                                  | Andrzej Wajda                         | nominacja      |
| 1985 (58.)      | Yesterday                                               | Yesterday                                    | Radosław Piwowarski                   | brak nominacji |
| 1986 (59.)      | Siekierezada                                            | Axiliad                                      | Witold Leszczyński                    | brak nominacji |
| 1987 (60.)      | Bohater roku                                            | Hero of the Year                             | Feliks Falk                           | brak nominacji |
| 1988 (61.)      | Krótki film o miłości                                   | A Short Film About Love                      | Krzysztof Kieślowski                  | brak nominacji |
| 1989 (62.)      | Kornblumenblau                                          | Kornblumenblau                               | Leszek Wosiewicz                      | brak nominacji |
| 1990 (63.)      | Korczak                                                 | Korczak                                      | Andrzej Wajda                         | brak nominacji |
| 1991 (64.)      | Podwójne życie Weroniki                                 | The Double Life of Véronique                 | Krzysztof Kieślowski                  | brak nominacji |
| 1992 (65.)      | Wszystko co najważniejsze...                            | All That Really Matters                      | Robert Gliński                        | brak nominacji |
| 1993 (66.)      | Szwadron                                                | Squadron                                     | Juliusz Machulski                     | brak nominacji |
| 1994 (67.)      | Trzy kolory. Biały                                      | Three Colors: White                          | Krzysztof Kieślowski                  | brak nominacji |
| 1995 (68.)      | Wrony                                                   | Crows                                        | Dorota Kędzierzawska                  | brak nominacji |
| 1996 (69.)      | Cwał                                                    | At Full Gallop                               | Krzysztof Zanussi                     | brak nominacji |
| 1997 (70.)      | Historie miłosne                                        | Love Stories                                 | Jerzy Stuhr                           | brak nominacji |
| 1999 (72.)      | Pan Tadeusz                                             | Pan Tadeusz                                  | Andrzej Wajda                         | brak nominacji |
| 2000 (73.)      | Życie jako śmiertelna choroba przenoszona drogą płciową | Life as a Fatal Sexually Transmitted Disease | Krzysztof Zanussi                     | brak nominacji |
| 2001 (74.)      | Quo vadis                                               | Quo vadis                                    | Jerzy Kawalerowicz                    | brak nominacji |
| 2002 (75.)      | Edi                                                     | Edi                                          | Piotr Trzaskalski                     | brak nominacji |
| 2003 (76.)      | Pornografia                                             | Pornografia                                  | Jan Jakub Kolski                      | brak nominacji |
| 2004 (77.)      | Pręgi                                                   | The Welts                                    | Magdalena Piekorz                     | brak nominacji |
| 2005 (78.)      | Komornik                                                | The Collector                                | Feliks Falk                           | brak nominacji |
| 2006 (79.)      | Z odzysku                                               | Retrieval                                    | Sławomir Fabicki                      | brak nominacji |
| 2007 (80.)      | Katyń                                                   | Katyń                                        | Andrzej Wajda                         | nominacja      |
| 2008 (81.)      | Sztuczki                                                | Tricks                                       | Andrzej Jakimowski                    | brak nominacji |
| 2009 (82.)      | Rewers                                                  | Reverse                                      | Borys Lankosz                         | brak nominacji |
| 2010 (83.)      | Wszystko, co kocham                                     | All That I Love                              | Jacek Borcuch                         | brak nominacji |
| 2011 (84.)      | W ciemności                                             | In Darkness                                  | Agnieszka Holland                     | nominacja      |
| 2012 (85.)      | 80 milionów                                             | 80 Million                                   | Waldemar Krzystek                     | brak nominacji |
| 2013 (86.)      | Wałęsa. Człowiek z nadziei                              | Walesa. Man of Hope                          | Andrzej Wajda                         | brak nominacji |
| 2014 (87.)      | Ida                                                     | Ida                                          | Paweł Pawlikowski                     | wygrana        |
| 2015 (88.)      | 11 minut                                                | 11 Minutes                                   | Jerzy Skolimowski                     | brak nominacji |
| 2016 (89.)      | Powidoki                                                | Afterimage                                   | Andrzej Wajda                         | brak nominacji |
| 2017 (90.)      | Pokot                                                   | Spoor                                        | Agnieszka Holland i Kasia Adamik      | brak nominacji |
| 2018 (91.)      | Zimna wojna                                             | Cold War                                     | Paweł Pawlikowski                     | nominacja      |
| 2019 (92.)      | Boże Ciało                                              | Corpus Christi                               | Jan Komasa                            | nominacja      |
| 2020 (93.)      | Śniegu już nigdy nie będzie                             | Never Gonna Snow Again                       | Małgorzata Szumowska i Michał Englert | brak nominacji |
| 2021 (94.)      | Żeby nie było śladów                                    | Leave No Traces                              | Jan P. Matuszyński                    | brak nominacji |
| 2022 (95.)      | IO                                                      | EO                                           | Jerzy Skolimowski                     | nominacja      |
| 2023 (96.)      | Chłopi                                                  | The Peasants                                 | Dorota Kobiela i Hugh Welchman        | brak nominacji |
| 2024 (97.)      | Pod wulkanem                                            | Under the Volcano                            | Damian Kocur                          | brak nominacji |